# Plectranthus barbatus
Plectranthus barbatus là một loài thực vật có hoa trong họ Hoa môi. Loài này được Andrews miêu tả khoa học đầu tiên năm 1810.

## Hình ảnh

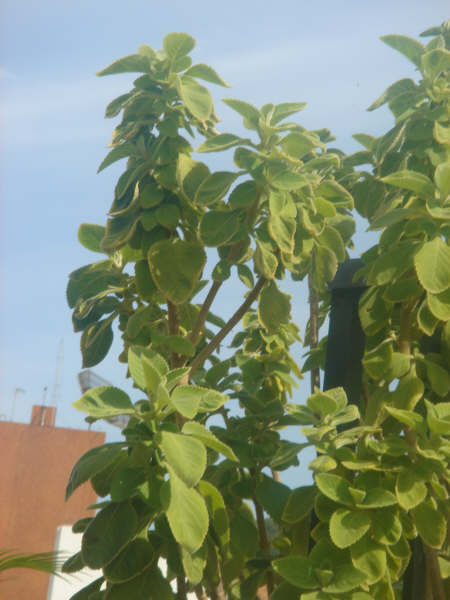
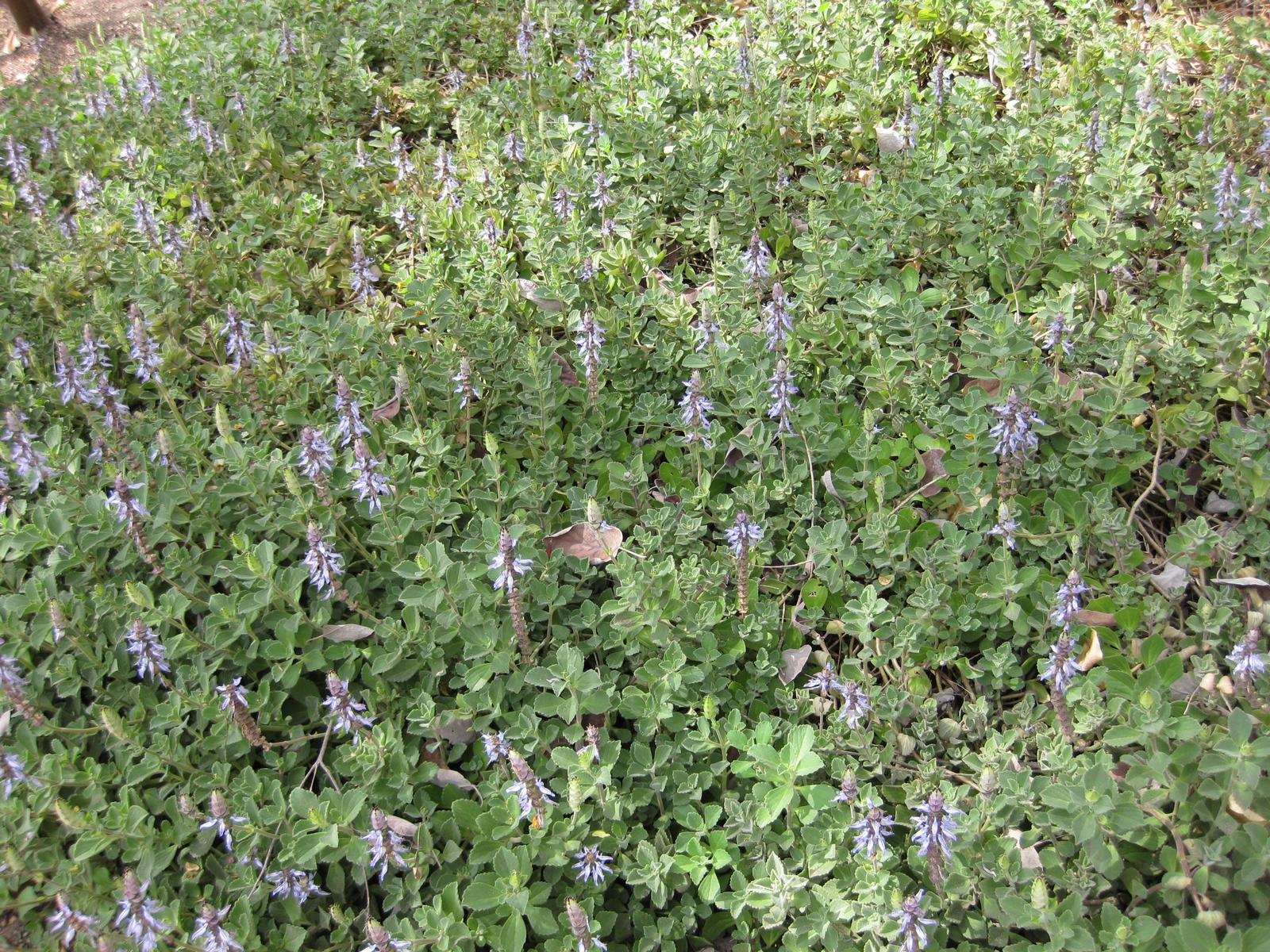
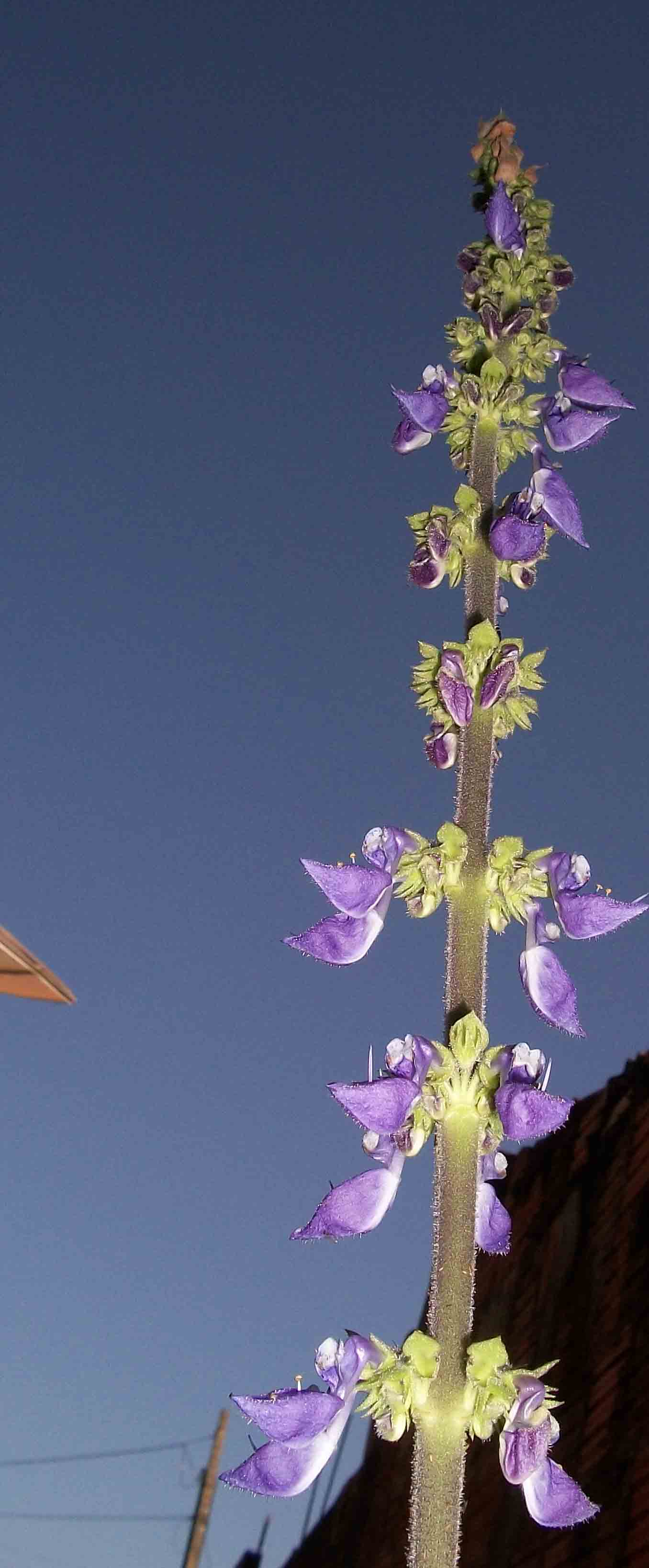
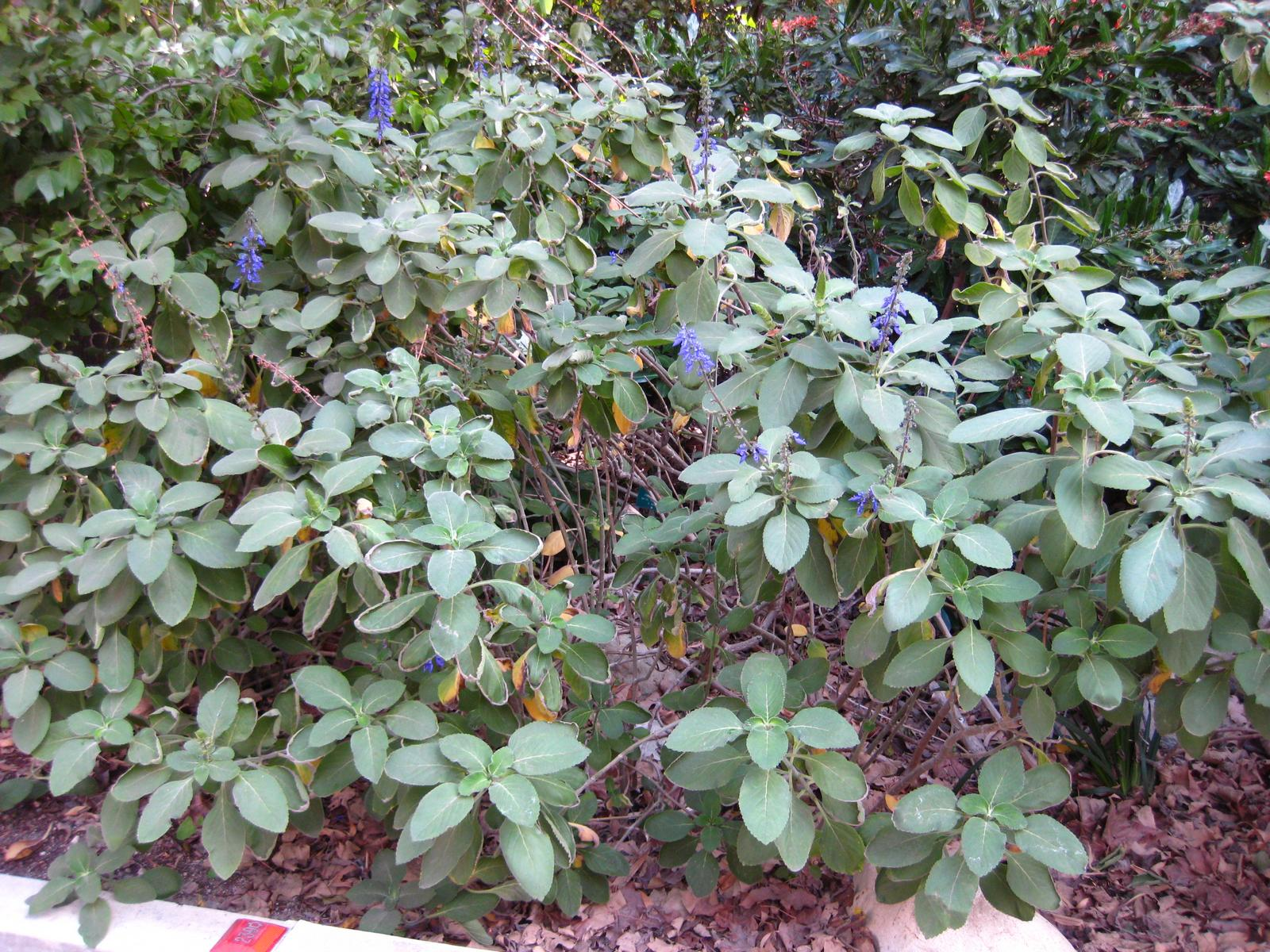